# جاده ئی۴۴ اروپا
جاده ئی۴۴ اروپا (به انگلیسی: European route E44) یکی از جاده‌های اصلی قاره اروپا است.
این جاده که از شهر لو آور (فرانسه) شروع شده، در شهر گیسن (آلمان) به پایان میرسد و مسافت آن ۸۰۷ کیلومتر است.